# ماهواره نجومی کوچک ۲
ماهواره کوچک نجوم کوچک (به انگلیسی: Small Astronomy Satellite 2)، که همچنین با نام‌های ساس-۲ (SAS-2)، ساس-بی (SAS B) یا کاوشگر ۴۸ (Explorer 48) نیز شناخته می‌شود، یک تلسکوپ پرتوی گاما و متعلق به ناسا بود. این تلسکوپ در ۱۵ نوامبر ۱۹۷۲ به مدار نزدیک زمین با اوج ۶۳۲ کیلومتر پرتاب شد. این تلسکوپ مأموریت خود را در ۸ ژوئن ۱۹۷۳ به پایان رساند.